# Palacio Pedreño
El palacio Pedreño, también conocido como Casa Pedreño, es un edificio ecléctico construido en la ciudad española de Cartagena –Región de Murcia– por el arquitecto Carlos Mancha en 1875. Está situado en la confluencia de las calles Sagasta, Carmen y Santa Florentina, en la Puerta de Murcia y con la estatua de El Icue a su frente.

## Arquitectura
El palacio fue construido por el arquitecto Carlos Mancha entre los años 1872 y 1875, con un estilo ecléctico que hace recordar los palacios de la arquitectura renacentista. En la fachada destaca el eje central, adornado con la cabeza de Mercurio –deidad de la mitología romana asociada al comercio y repetida en las obras de la burguesía local–, el frontón del primer piso con una cabeza coronada, un balcón sobresaliente en el segundo y la linterna de la cubierta. La planta baja y el entresuelo forman un conjunto independiente unido al superior por elementos decorativos.
En el interior destaca tanto el ornamento del salón de baile, de estilo neoclásico alternando blancos y dorados, como la escalera de mármol blanco y planta elíptica, los únicos elementos originales conservados tras la demolición parcial de 1986. Es por este motivo que el inmueble aparece listado por Pérez Yelo y Rodríguez Martín (2016) entre los ejemplos de patrimonio arquitectónico cartagenero que ha sido «vaciado», según la terminología empleada por aquellos.

## Historia
El edificio fue requerido por Andrés Pedreño, empresario industrial y diputado en las Cortes en 1875, quien encargó el proyecto a Carlos Mancha en 1872. A pesar del estallido de la Rebelión cantonal, las obras se llevaron a cabo y para cuando se concluyeron, el palacio se había convertido en un punto de referencia dentro de la ciudad. Tanto es así que cuando el rey Alfonso XII visitó la urbe en 1875 el edificio se engalanó con 6000 luces de gas.
En 1894 se planteó su compra por el consistorio, si bien acabó prefiriéndose construir un ayuntamiento nuevo. Desde entonces el palacio fue adquirido sucesivamente por el Banco de España y Campsa, hasta que en 1991 se constituyó en el Aula de Cultura de la Fundación Cajamurcia.

## Galería de imágenes

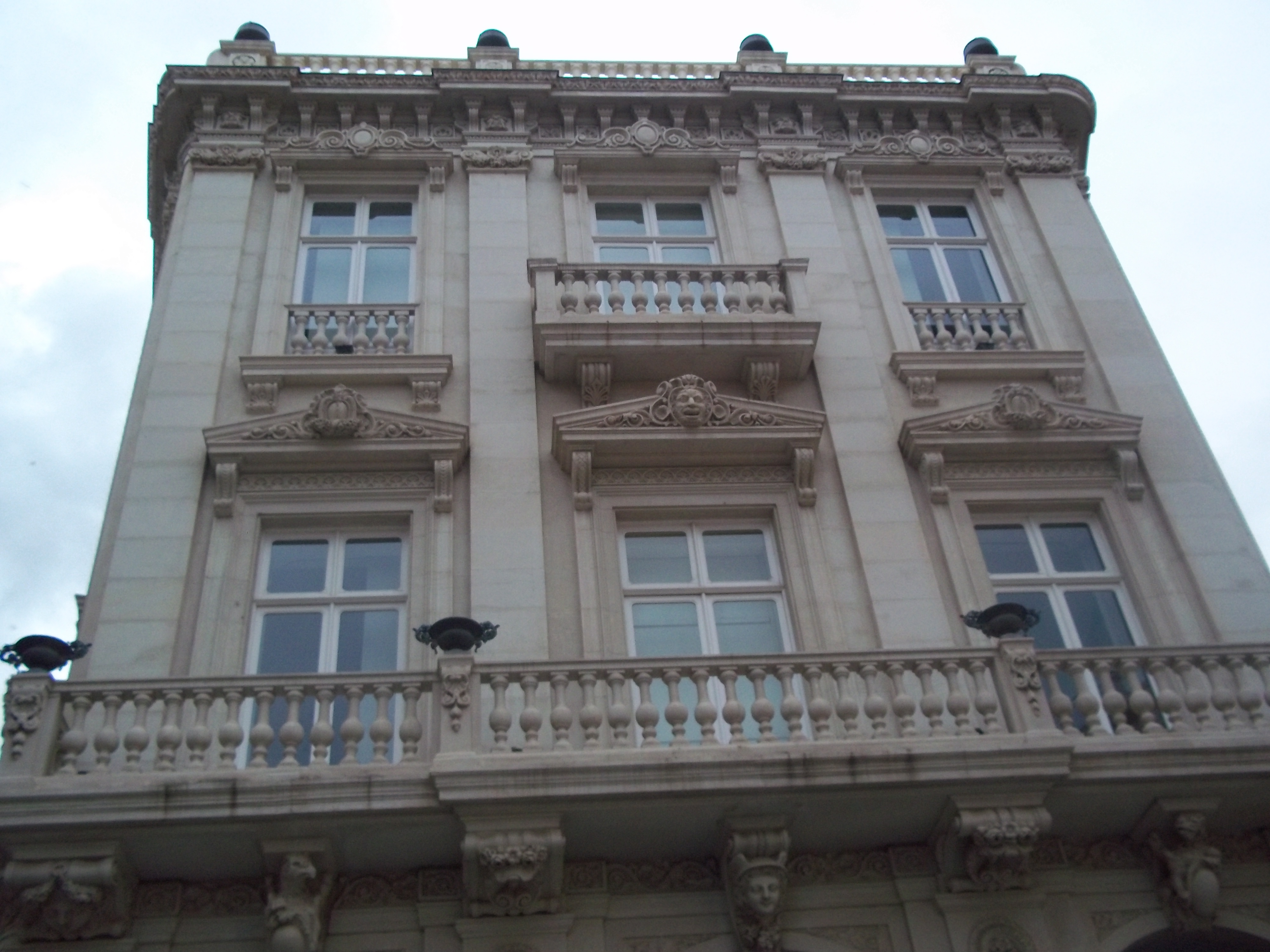
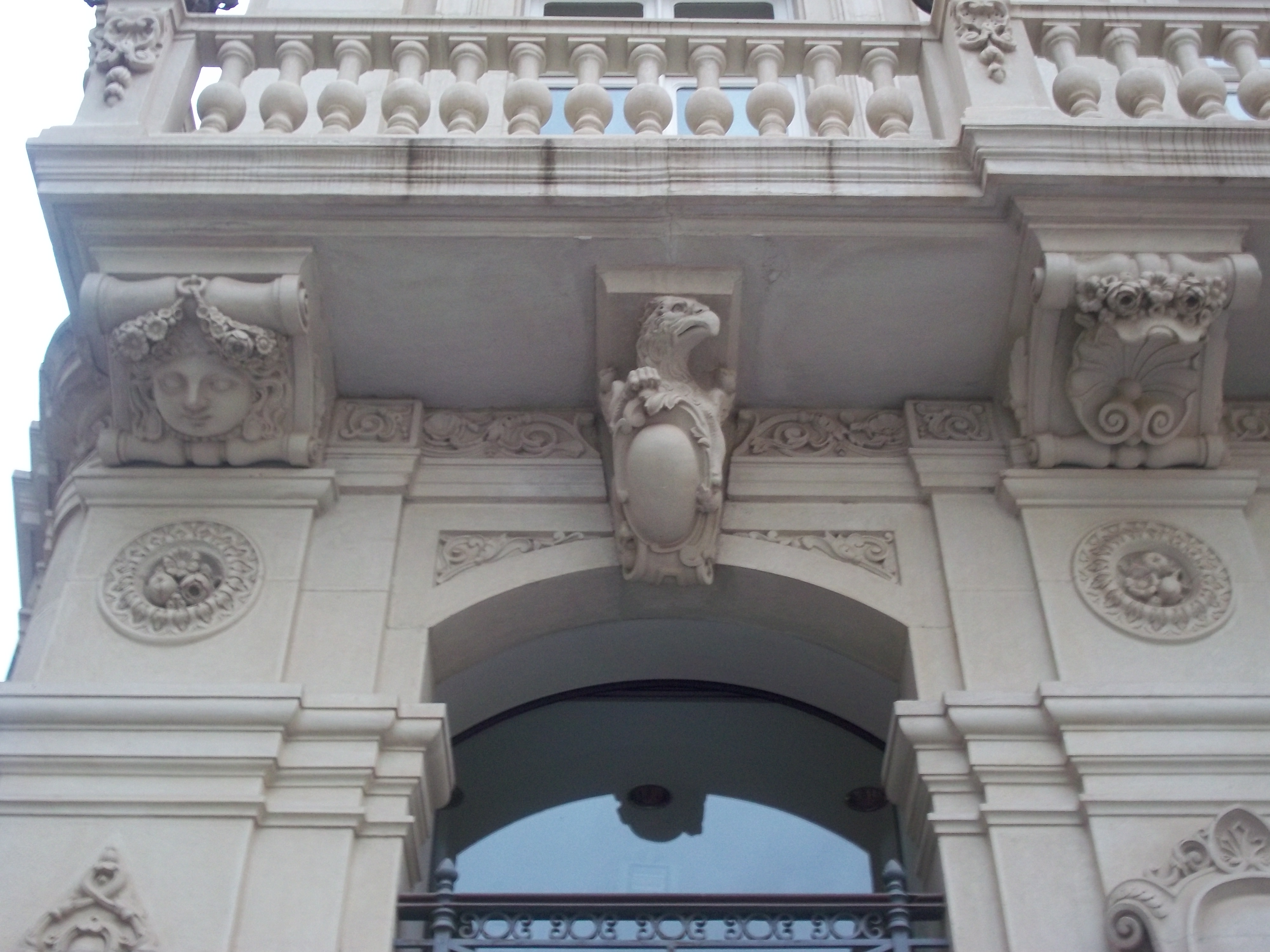
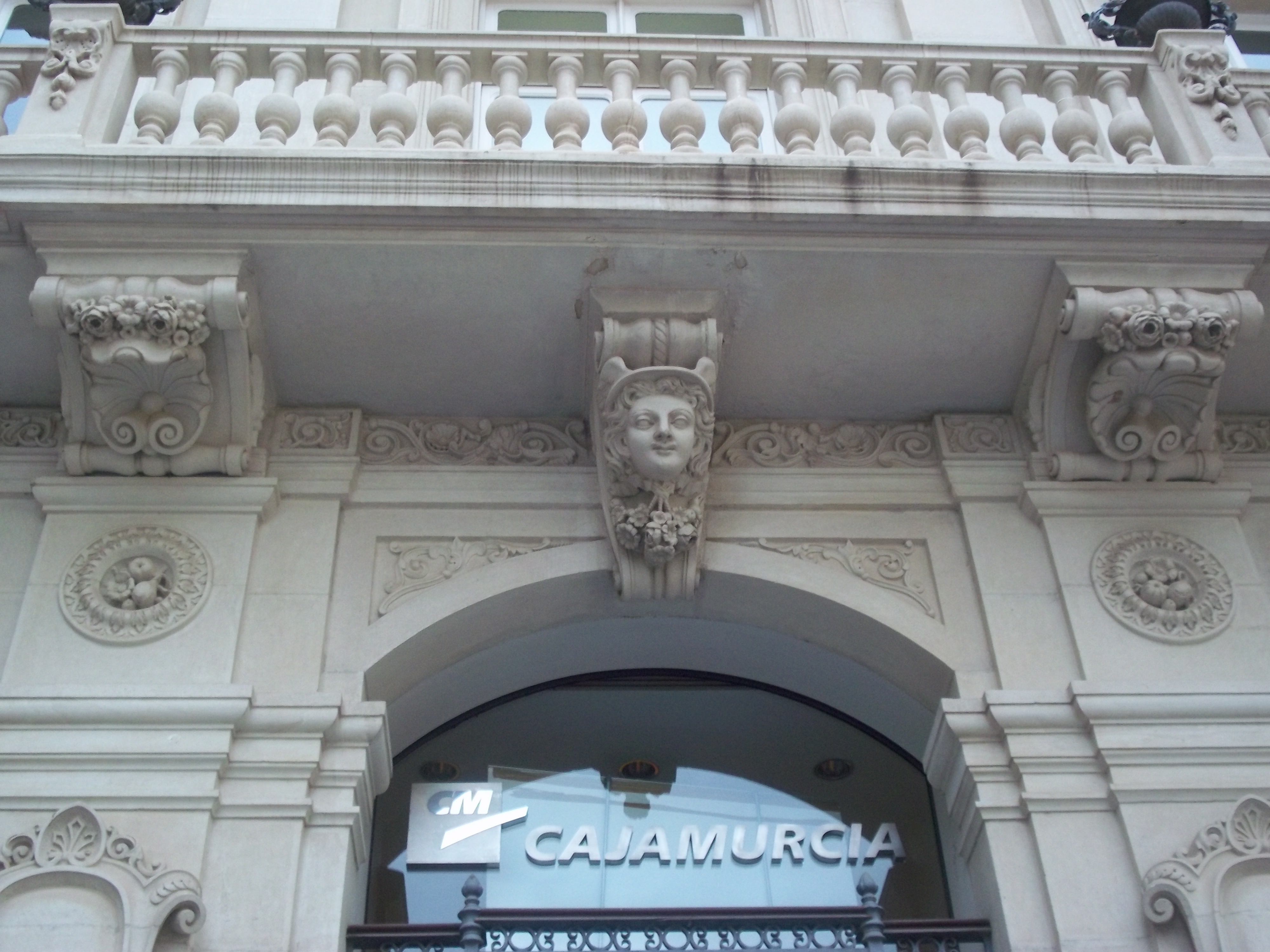
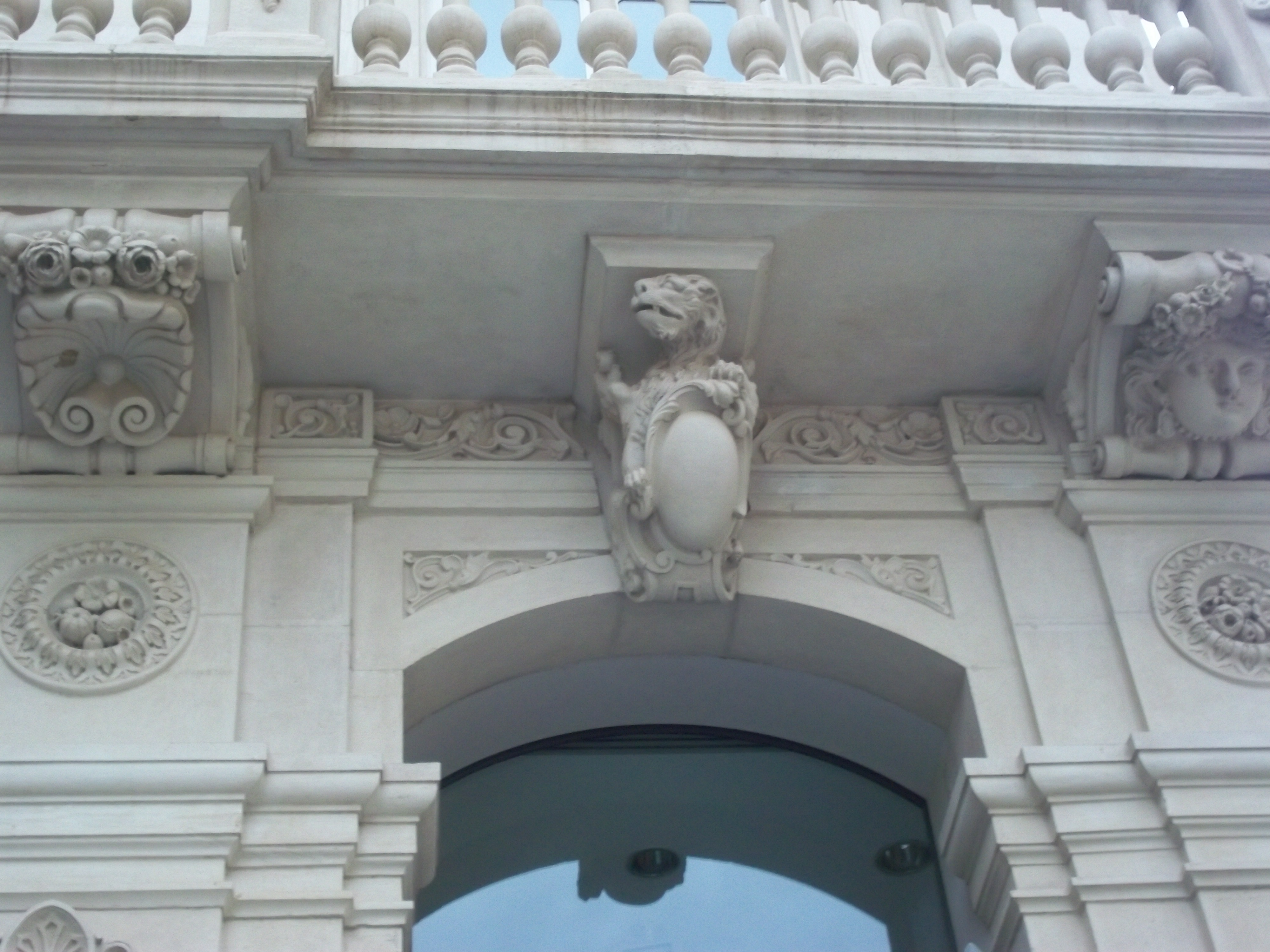
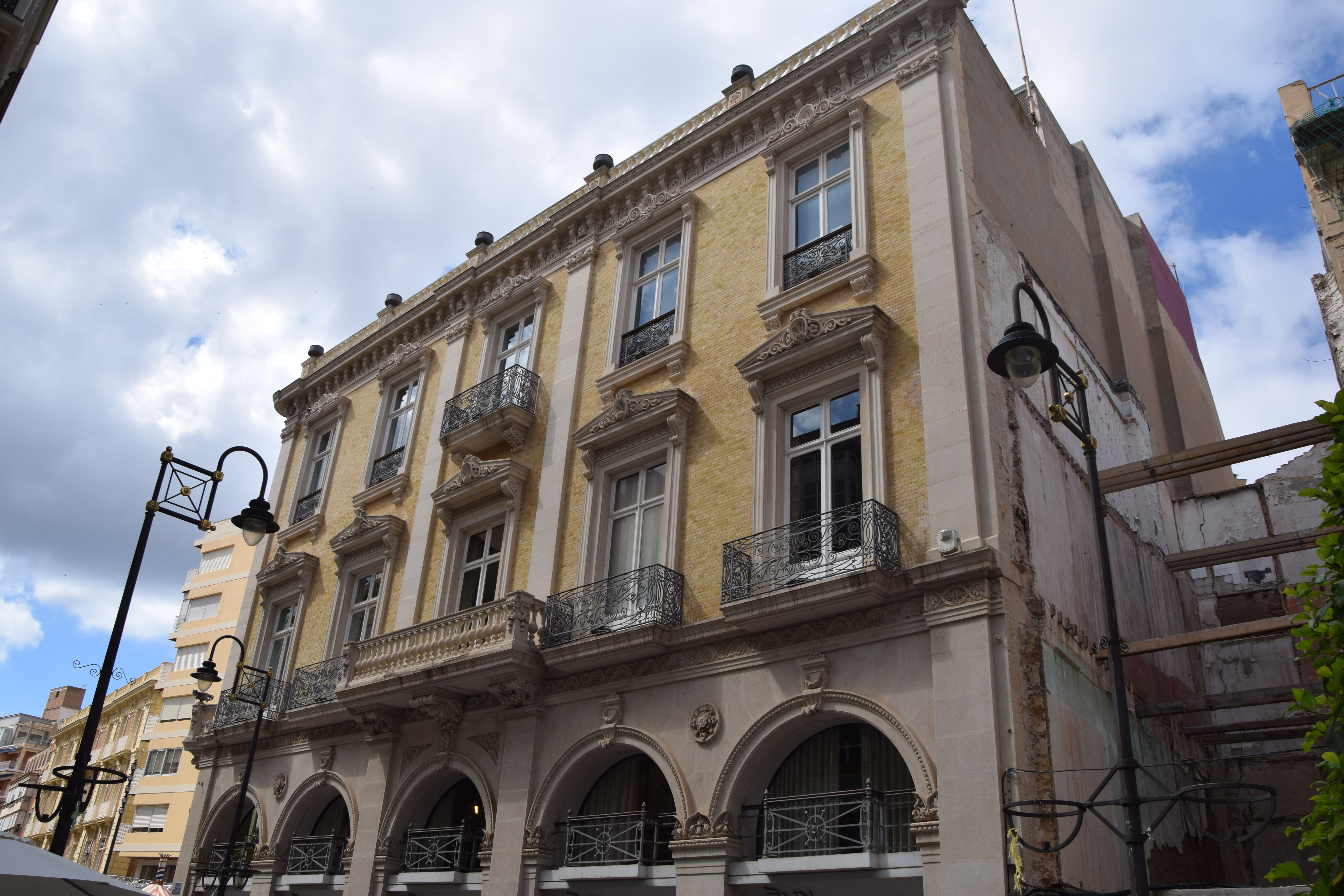
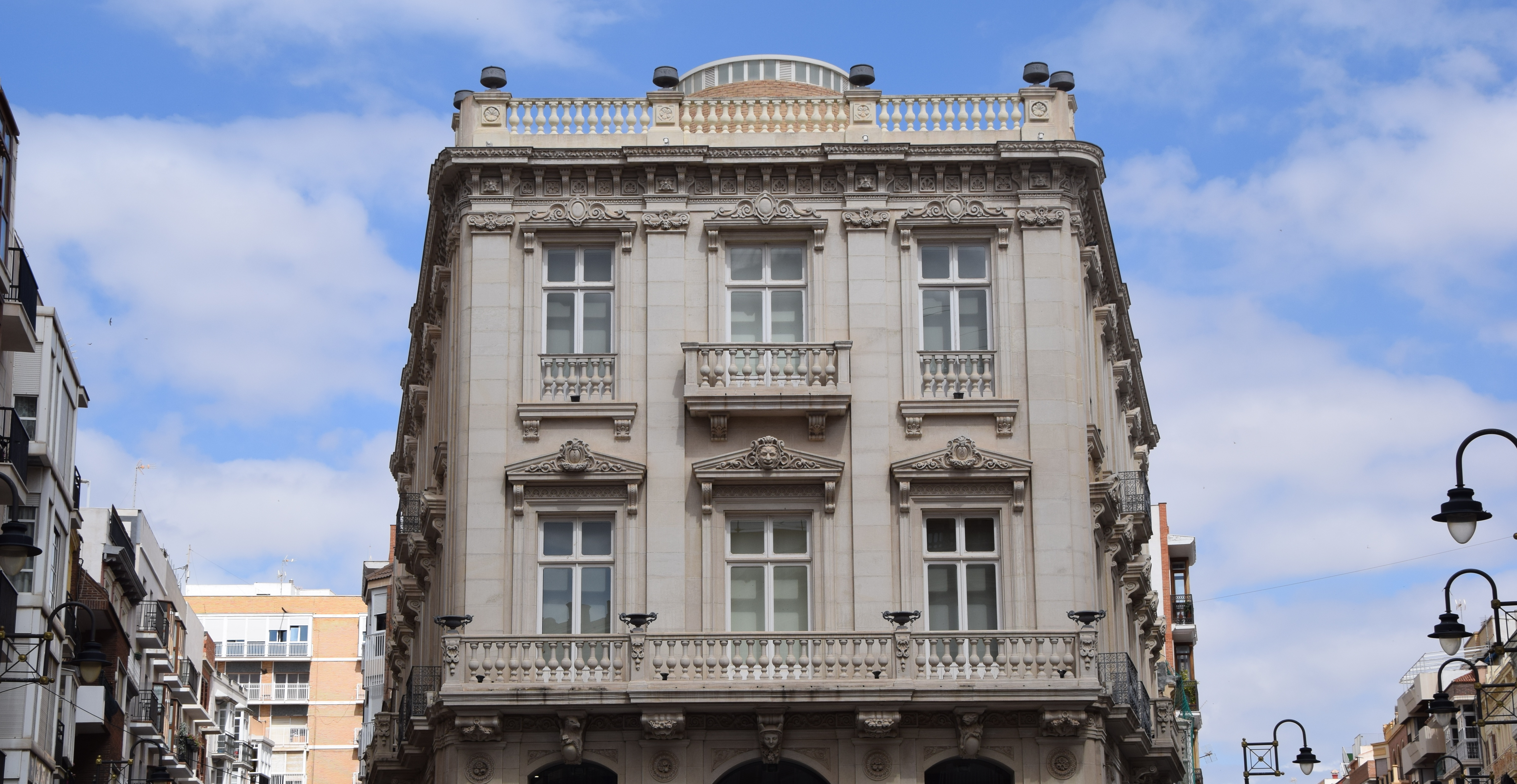